# رتینی ناد بیلینوو
رتینی ناد بیلینوو (به چکی: Rtyně nad Bílinou) یک منطقهٔ مسکونی در جمهوری چک است که در ناحیه تپلیتسه واقع شده‌است. رتینی ناد بیلینوو ۸٫۷۸ کیلومتر مربع مساحت و ۷۱۰ نفر جمعیت دارد و ۱۹۰ متر بالاتر از سطح دریا واقع شده‌است.